# Iaazzanene
Iaazzanene (àrab: إعزانن, Iʿazzānan) és una comuna rural de la província de Nador de la regió de L'Oriental. Segons el cens de 2014, tenia una població total de 11.131 persones. Inclou el nucli de Bni Boughafer.